# 賣木村
賣木村（日语：／ Urugi mura */?）是長野縣南端、下伊那郡南端的一村。

## 历史
- 1875年（明治8年）1月12日 – 賣木村、和合村、帶川村、日吉村、新野村合併為旦開村。
- 1881年（明治14年）9月2日 - 旦開村分為旦開村、和合村、賣木村。
- 1889年（明治22年）4月1日 - 市町村制施行。和合村、賣木村合併為豐村。
- 1948年（昭和23年）7月1日 – 豐村分為賣木村與和合村。（和合村為現阿南町的一部份）

## 行政
- 村長:松村增登（2004年7月10日就任）